# Cronton
Cronton – wieś w Anglii, w hrabstwie ceremonialnym Merseyside, w dystrykcie metropolitalnym Knowsley. Leży 15 km na wschód od centrum Liverpool i 275 km na północny zachód od Londynu. W 2001 miejscowość liczyła 1379 mieszkańców.